# Ministarstvo vanjskih i europskih poslova Republike Hrvatske
Ministarstvo vanjskih i europskih poslova (MVEP) središnje je tijelo državne uprave nadležno za provedbu utvrđene vanjske politike Republike Hrvatske, neposredno ili putem diplomatskih i konzularnih predstavništava Republike Hrvatske u inozemstvu. Raniji nazivi bili su Ministarstvo inozemnih poslova, Ministarstvo vanjskih poslova, Ministarstvo vanjskih poslova i europskih integracija.

## Djelokrug
U djelokrug Ministarstva vanjskih i europskih poslova ulazi:
- predstavljanje Republike Hrvatske u drugim državama, međunarodnim organizacijama i na međunarodnim konferencijama;
- razvijanje i unaprjeđivanje odnosa Republike Hrvatske s drugim državama i međunarodnim organizacijama, osobito u procesu približavanja euroatlantskim integracijama (EU, NATO);
- aktivno sudjelovanje u jačanju međunarodne sigurnosti i suradnje;
- aktivno sudjelovanje u međunarodnim gospodarskim odnosima;
- zaštitu prava i interesa hrvatskih državljana koji žive ili borave u inozemstvu te uspostavljanje, održavanje i promicanje veza s hrvatskim iseljenicima;
- priprema, sklapanje i izvršenje međunarodnih ugovora;
- pružanje međunarodnopravne pomoći;
- održavanje i razvijanje veza s diplomatskim misijama stranih država i međunarodnih organizacija u Republici Hrvatskoj, kao i ostvarenje prava stranih diplomata vezano za njihovu diplomatsku zaštitu i privilegije.

## Diplomatske misije i konzularni uredi Republike Hrvatske
Ministarstvo vanjskih i europskih poslova djeluje preko mreže diplomatskih misija i konzularnih ureda Republike Hrvatske.
Diplomatske misije Republike Hrvatske u inozemstvu mogu biti: veleposlanstva, poslanstva i stalne misije pri međunarodnim organizacijama. 
Konzularni uredi Republike Hrvatske u inozemstvu mogu biti: generalni konzulati, konzulati, vicekonzulati i konzularne agencije.
Diplomatske misije i konzularne urede osniva predsjednik Republike na prijedlog Vlade Republike Hrvatske.
| Veleposlanstvo RH                                                     | Pokriva države | Veleposlanik                     |
| --------------------------------------------------------------------- | --- | -------------------------------- |
| Albanija                                                              | Albanija | Sanja Bujas Juraga               |
| Alžir                                                                 | Alžir | Ilija Želalić                    |
| Argentina                                                             | Argentina, Paragvaj, Urugvaj | Duška Paravić                    |
| Australija                                                            | Australija, Novi Zeland, Kiribati, Papuu Novu Gvineju, Nezavisnu Državu Samou, Salamunove Otoke, Kraljevinu Tonga, Tuvalu, i Rep. Fidži, Nauru, Vanuatu | Betty Bernardica Pavelich Sirois |
| Austrija                                                              | Austrija | Daniel Glunčić                   |
| Belgija                                                               | Belgija, Luksemburg | Josip Paro                       |
| Bosna i Hercegovina                                                   | Bosna i Hercegovina | Ivan Sabolić                     |
| Brazil                                                                | Brazil, Kolumbija, Venezuela | Željko Vukosav                   |
| Bugarska                                                              | Bugarska | Ljerka Alajbeg                   |
| Crna Gora                                                             | Crna Gora | Veselko Grubišić                 |
| Češka                                                                 | Češka | Ljiljana Pancirov                |
| Čile                                                                  | Čile, Bolivija, Peru | Mira Martinec                    |
| Danska                                                                | Danska, Island | Tina Krce                        |
| Egipat                                                                | Egipat, Bahrein, Etiopija, Jemen, Jordan, Katar, Kuvajt, Libanon, Saudijska Arabija, Sirija, Sudan, UAE, Džibuti, Eritreja, Irak | Tomislav Bošnjak                 |
| EU                                                                    | EU | Irena Andrassy                   |
| Finska                                                                | Finska, Estonija | Josip Buljević                   |
| Francuska                                                             | Francuska, Benin, Gvineja, Kongo, Čad, Niger, Gabon, DR Kongo, Togo, Srednjoafrička Republika | Filip Vučak                      |
| Grčka                                                                 | Grčka, Armenija, Gruzija | Aleksandar Sunko                 |
| Indija                                                                | Indija, Bangladeš, Butan, Maldivi, Nepal, Šri Lanka | Petar Ljubičić                   |
| Indonezija                                                            | Indonezija, Filipini, Singapur, Tajland | Nebojša Koharović                |
| Irak                                                                  | Irak | Ivan Jurić                       |
| Iran                                                                  | Iran, Pakistan | Drago Štambuk                    |
| Irska                                                                 | Irska | Davor Vidiš                      |
| Italija                                                               | Italija, Malta, Cipar, San Marino | Jasen Mesić                      |
| Izrael                                                                | Izrael, Palestinska samouprava | Vesela Mrđen Korać               |
| Japan                                                                 | Japan, Južna Koreja | Dražen Hrastić                   |
| Južna Afrika                                                          | Južna Afrika, Kenija, Mauricijus, Mozambik, Namibija, Zambija, Bocvana, Burundi, Komore, Lesoto, Madagaskar, Malavi, Ruanda, Sejšeli, Esvatini, Tanzanija, Uganda, Zimbabve                                                                                     | dr. Nenad Prelog                 |
| Kanada (Veleposlanstvo Hrvatske u Ottawi)                             | Kanada | Marica Matković                  |
| Katar                                                                 | Katar, Oman | Drago Lovrić                     |
| Kina                                                                  | Kina, Mongolija, Sjeverna Koreja | Dario Mihelin                    |
| Kosovo                                                                | Kosovo | Danijela Barišić                 |
| Kuvajt                                                                | Kuvajt | Amir Muharemi                    |
| Libija                                                                | Libija | -                                |
| Mađarska                                                              | Mađarska | Mladen Andrlić                   |
| Sjeverna Makedonija                                                   | Sjeverna Makedonija | Nives Tiganj                     |
| Malezija                                                              | Malezija, Vijetnam, Laos, Mjanmar, Brunej, Kambodža | Ivan Velimir Starčević           |
| Maroko                                                                | Maroko, Tunis, Senegal, Burkina Faso, Gabon, Kamerun, Mali, Mauritanija, Bjelokosna Obala | Jasna Mileta                     |
| NATO                                                                  | NATO | Mario Nobilo                     |
| Nizozemska                                                            | Nizozemska | Andrea Gustović-Ercegovac        |
| Norveška                                                              | Norveška | Hrvoje Marušić                   |
| Njemačka                                                              | Njemačka | Gordan Bakota                    |
| OESS, UN i međunarodne organizacije u Beču                            | međunarodne organizacije u Beču | Dubravka Plejić-Marković         |
| Poljska                                                               | Poljska | Tomislav Vidošević               |
| Portugal                                                              | Portugal, Angola, Ekvatorska Gvineja, Gvineja Bisau, Kabo Verde, Sveti Toma i Prinsipe | Ivica Maričić                    |
| Rumunjska                                                             | Rumunjska, Moldova | Marija Kapitanović               |
| Rusija                                                                | Rusija, Bjelorusija, Kazakstan | Tomislav Car                     |
| SAD                                                                   | SAD, Meksiko, Mikronezija, Maršalovi Otoci, Palau i Panama | Pjer Šimunović                   |
| Slovačka                                                              | Slovačka | Aleksandar Heina                 |
| Slovenija                                                             | Slovenija | Boris Grigić                     |
| Srbija                                                                | Srbija |                                  |
| Španjolska                                                            | Španjolska, Kuba, Andora | Nives Malenica                   |
| Švedska                                                               | Švedska, Litva, Latvija | Siniša Grigić                    |
| Švicarska                                                             | Švicarska, Lihtenštajn | Andrea Bekić                     |
| Turska                                                                | Turska, Afganistan, Azerbajdžan, Tadžikistan, Uzbekistan, Kirgistan, Turkmenistan | Hrvoje Cvitanović                |
| Ukrajina                                                              | Ukrajina | Anica Djamić                     |
| UN                                                                    | UN, Antigva i Barbuda, Bahami, Barbados, Belize, Dominika, Dominikanska Republika, Ekvador, El Salvador, Grenada, Gvajana, Gvatemala, Haiti, Honduras, Jamajka, Kostarika, Nikaragva, Surinam, Sveti Kristofor i Nevis, Sveta Lucija, Sveti Vincent i Grenadini | Ivan Šimonović                   |
| Sveta Stolica (Vatikan)                                               | Sveta Stolica | Neven Pelicarić                  |
| Vijeće Europe                                                         | Vijeće Europe | Toma Galli                       |
| Velika Britanija i sjeverna Irska (Veleposlanstvo Hrvatske u Londonu) | Velika Britanija, Ganu, Gambiju, Liberiju, Sijera Leone, Ugandu i Nigeriju | Igor Pokaz                       |

## Dosadašnji ministri
Popis dosadašnjih ministara vanjskih poslova1:
| Ministar                 | Početak obnašanja dužnosti | Završetak obnašanja dužnosti |
| ------------------------ | -------------------------- | ---------------------------- |
| Zdravko Mršić            | 31. svibnja 1990.          | 8. studenoga 1990.           |
| Frane Vinko Golem        | 8. studenoga 1990.         | 3. svibnja 1991.             |
| Davorin Rudolf           | 3. svibnja 1991.           | 31. srpnja 1991.             |
| Zvonimir Šeparović       | 31. srpnja 1991.           | 27. svibnja 1992.            |
| Zdenko Škrabalo          | 9. lipnja 1992.            | 28. svibnja 1993.            |
| Mate Granić              | 28. svibnja 1993.          | 27. siječnja 2000.           |
| Tonino Picula            | 27. siječnja 2000.         | 22. prosinca 2003.           |
| Miomir Žužul             | 23. prosinca 2003.         | 17. veljače 2005.            |
| Kolinda Grabar-Kitarović | 17. veljače 2005.          | 12. siječnja 2008.           |
| Gordan Jandroković       | 12. siječnja 2008.         | 23. prosinca 2011.           |
| Vesna Pusić              | 23. prosinca 2011.         | 22. siječnja 2016.           |
| Miro Kovač               | 22. siječnja 2016.         | 19. listopada 2016.          |
| Davor Ivo Stier          | 19. listopada 2016.        | 19. lipnja 2017.             |
| Marija Pejčinović Burić  | 19. lipnja 2017.           | 19. srpnja 2019.             |
| Gordan Grlić Radman      | 19. srpnja 2019.           |                              |

Popis dosadašnjih ministara europskih integracija:
- Ljerka Mintas-Hodak (od 3. travnja 1998. do 27. siječnja 2000.) - bila je ministrica bez ministarstva, jer je tada postojao Ured za europske integracije
- Ivan Jakovčić (od 27. siječnja 2000. do 21. lipnja 2001.) - prvi ministar na čelu Ministarstva za europske integracije, u kojeg je prerastao dotadašnji Ured za europske integracije
- Neven Mimica (od 28. rujna 2001. do 23. prosinca 2003.)
- Kolinda Grabar-Kitarović (od 23. prosinca do 16. veljače 2005.) - Ministarstvo mijenja ime u Ministarstvo europskih integracija.

## Ostalo
Ministarstvo održava Dubrovački forum, na kojemu okuplja ministre vanjskih poslova i diplomate članice EU-a, NATO-a i UN-a. Pri Ministarstvu djeluje Zaklada Hrvatska kuća.